# Silosca hypsocola
Silosca hypsocola är en fjärilsart som beskrevs av László Anthony Gozmány. Silosca hypsocola ingår i släktet Silosca och familjen äkta malar. Inga underarter finns listade i Catalogue of Life.